# Edvard 7. af Storbritannien
Edvard 7. (engelsk: Albert Edward; født 9. november 1841 på Buckingham Palace i London, død 6. maj 1910 på Buckingham Palace) var konge af Det Forenede Kongerige Storbritannien og Irland og kejser af Indien fra 1901 til 1910.

## Fødsel og familie
Prins Albert Edvard blev født den 9. november 1841 på Buckingham Palace i London. Han var det andet barn og den ældste søn af dronning Victoria af Storbritannien og hendes gemal prins Albert af Sachsen-Coburg og Gotha. Han blev døbt den 25. januar 1842 i St George's Chapel på Windsor Castle med navnene Albert Edward. Han fik navnet Albert efter sin far, Prins Albert, og navnet Edward efter sin morfar, Prins Edvard Augustus, hertug af Kent og Strathearn. I familien var han livet igennem kendt som Bertie.
Som den ældste søn af den britiske monark var han tronfølger fra fødslen og havde dermed automatisk titlerne Hertug af Cornwall og Hertug af Rothesay. En måned efter sin fødsel blev han den 8. december 1841 udnævnt til prins af Wales, den gængse titel for den britiske tronarving. Hans far tilhørte slægten Sachsen-Coburg-Gotha, og Edward blev den første britiske monark af denne slægt. Tidligere var den britiske kongefamilie en del af Huset Hannover. Under 1. verdenskrig blev navnet ændret til Huset Windsor for at distancere kongefamilien fra enhver tysk forbindelse.
Edvard var andet barn af en søskendeflok på ni. Blandt hans søskende var den senere tyske kejserinde Victoria.

## Ungdom
Som arving til den britiske trone fik Edvard en streng opdragelse af sine forældre. Dronningen og prins Albert var fast besluttet på, at deres ældste søn skulle have en uddannelse, der ville gøre ham til en forbilledlig konstitutionel monark, og Prins Albert tilrettelagde derfor et stramt uddannelsesforløb for Edvard, da han var syv år gammel, under opsyn af flere vejledere. I modsætning til sin storesøster, Prinsesse Victoria, udmærkede han sig ikke under sin uddannelse, og selv om han forsøgte at leve op til sine forældres forventninger, var de skuffede over hans præstation. Selvom Edvard ikke var en flittig studerende, kompenserede han for det med sin charme, omgængelighed og takt. Den britiske premierminister Benjamin Disraeli beskrev ham som velinformeret, intelligent og velopdragen.
Efter en dannelsesrejse til Rom i de første måneder af 1859, læste Edward i løbet af sommeren samme år på universitetet i Edinburgh, hvor han blandt andet modtog undervisning af kemikeren Lyon Playfair. I oktober startede han studier på Christ Church i Oxford. Da han nu var sat fri fra de strenge uddannelsesmæssige krav, som hans forældre havde fastlagt, nød han for første gang at studere og aflagde en tilfredsstillende eksamen. I 1861 flyttede han til Trinity College i Cambridge, hvor han blev undervist i historie af professor Charles Kingsley. Kingsleys undervisning førte til de bedste akademiske præstationer i Edvards uddannelsesforløb, og Edvard så faktisk frem til sine foredrag.
I 1860 besøgte Edvard Nordamerika som den første prins af Wales nogensinde. Hans gode humor og selvsikre gemytlighed gjorde turen til en stor succes. Han indviede Pont Victoria-broen over Saint Lawrence-floden i Montreal og lagde grundstenen i Parliament Hill i Ottawa. Han overværede den franske linedanser Charles Blondin gå på line over Niagara Falls og opholdt sig i tre dage sammen med USA's præsident James Buchanan i Det Hvide Hus. Buchanan ledsagede endvidere prinsen til plantagen Mount Vernon for at aflægge besøg ved George Washingtons grav. Overalt blev han mødt af store skarer, og han mødte digteren Henry Wadsworth Longfellow, filosofen Ralph Waldo Emerson og forfatteren Oliver Wendell Holmes, Sr. For første gang siden 1776, blev der bedt bønner for den kongelige familie i Trinity Church i New York. Den fire måneders tur gennem Canada og USA øgede Edwards tillid og selvtillid betydeligt og havde mange diplomatiske fordele for Storbritannien.
Kort efter sin hjemkomst indledte han en affære med en irsk skuespillerinde. Det chokerede hans forældre. Prins Albert, der var syg, besøgte på trods heraf Edvard for at tage en snak med ham. Kort efter døde han, og Dronning Victoria gav Edvard skylden for hans død.

## Ægteskab
I september 1861 blev Edvard sendt til Tyskland, angiveligt for at overvære nogle militære manøvrer, men i virkeligheden for at arrangere et møde mellem ham og prinsesse Alexandra af Danmark, som dronning Victoria og prins Albert havde besluttet, at han skulle giftes med. De mødtes i Speyer den 24. september under opsyn af Edvards storesøster, Victoria, som havde giftet sig med kronprinsen af Preussen i 1858. Forlovelsen blev officielt indgået den 9. september 1862 i Laeken i Belgien.
Forbindelsen mødte en del modstand blandt Edvards mange tyske slægtninge, da Danmark og staterne i det Tyske Forbund var uenige om hertugdømmerne Slesvig-Holstens tilhørsforhold. Dronning Victoria havde pointeret, at ægteskabet var upolitisk, og havde selv haft forbehold om Alexandra på grund af hendes danske baggrund. Ligeledes var Victoria ikke glad for Alexandras familie, som hun anså for at være umoralsk. Alexandra blev dog valgt, da hun var den bedst egnede blandt et begrænset antal prinsesser.
Edvard og prinsesse Alexandra blev gift den 10. marts 1863 i St George's Chapel på Windsor Castle. Brylluppet blev et tilløbsstykke, og store folkemængder var på gaden for at hylde det unge par. Der var dog mislyde, da dronning Victoria, der var i sorg over prins Alberts død i 1861, holdt brylluppet på Windsor i stedet for i London.
Edvard og Alexandra fik både Marlborough House i London og Sandringham House i Norfolk som bolig. Edvard lod sidstnævnte ombygge og bosatte sig der. Prins Albert havde købt ejendommen specifikt til sin ældste søn. Edvard holdt meget af selskabelighed, og der blev holdt mange fester i parrets hjem.

### Børn
Edvard og Alexandra fik seks børn:
- Prins Albert Victor af Storbritannien (1864-1892)
- Kong George V af Storbritannien (1865-1936)
- Prinsesse Louise af Storbritannien (1867-1931)
- Prinsesse Victoria af Storbritannien (1868-1935)
- Prinsesse Maud af Storbritannien (1869-1938)
- Prins John af Storbritannien (1871-1871)

## Prins af Wales
Edvard var prins af Wales og tronarving i næsten 60 år, før hans mor døde 22. januar 1901. En rekord i britisk historie dengang.
I hans moders regeringstid blev Edvard mere eller mindre holdt uden for politisk indflydelse. I stedet dedikerede han sit liv til sociale fornøjelser i den britiske overklasse. Mange skandaler knyttede sig til hans person. Han havde flere elskerinde, elskede at spille og måtte endda vidne i en retssag, hvilket yderligere skadede hans omdømme.
I december 1871 blev han ramt af tyfus og svævede en overgang mellem liv og død. Nu steg hans popularitet betydeligt.
Edvard var pioner for pligter for kongelige: indvielser af broer, tunneler osv.

## Konge
Da dronning Victoria døde den 22. januar 1901, blev Edvard konge af Storbritannien, kejser af Indien og som en nyskabelse konge af de britiske dominions. Selv om Edvard hele livet blev kaldt Albert, tog han navnet Edvard 7. som konge, fordi hans mor efter sin mands død havde bestemt, at ingen skulle hedde Albert som konge.
Den 9. august 1902 blev han kronet i Westminster Abbey. Den oprindelige kroning måtte udskydes, da han måtte opereres for en blindtarmsbetændelse.
Han viste sig at være en yderst kompetent konge, der tog sin gerning alvorligt. Han blev kendt som "The peacekeeper" for hans forsøg på ved diplomatiske metoder at forhindre konflikter og krige, som lurede under overfladen i Europa. Hans regeringstid hed den Edvardianske periode, som viste begyndende sociale og politiske forandringer.
Edward førte an inden for mode og kunst. Hans tid på tronen var præget af dekadence og optimisme i modsætning til tiden, der fulgte efter. Edvard genoplivede en del af de pragtfulde kongelige ceremonier og fester, som hans moder havde undgået.
Han var en ivrig fortaler for, at hans svigersøn, den senere kong Haakon 7. af Norge skulle være det nye Norges konge i 1905.
Edvard 7.s regeringstid blev kort: ni år efter han besteg tronen døde han, 68 år gammel den 6. maj 1910 på Buckingham Palace.